# Molly Pitcher
Molly Pitcher, de nom real Mary Ludwig Hays McCauly (Trenton (Nova Jersey), 1754 - Carlisle (Pennsilvània), 22 de gener de 1832), va ser una heroïna de la batalla de Monmouth durant la Revolució americana.
Molly Pitcher és el sobrenom donat a una dona que sembla que havia lluitat a la Batalla dels Estats Units de Monmouth, que generalment es creu que va ser Mary Ludwig Hays McCauley. Com que van aparèixer diversos contes de Molly Pitcher molts historiadors consideren Molly Pitcher com a folklore més que no pas com a història, o suggereixen que Molly Pitcher pot ser una imatge composta inspirada en les accions d'una sèrie de dones reals. El mateix nom pot haver-se originat com un sobrenom donat a dones que portaven aigua als homes en el camp de batalla durant la guerra. De fet, segons la llegenda, a la Batalla de Monmouth del 28 de juny de 1778, Mary Hays, esposa de l'artiller William Hays, portava aigua per refredar tant el canó com els soldats a la bateria del seu marit, d'aquí el sobrenom de "Molly Pitcher". La llegenda també afirma que quan William Hays va resultar ferit, va prendre el lloc del seu marit durant la resta de la batalla.
Un conjunt d'impressions patriòtiques i literatura representen el suposat esdeveniment inicialment anomenat Capità Molly. El menys marcial i més afectuós Molly Pitcher no apareix com a cognom fins a mitjans del segle xix. El personatge no es va identificar amb una persona específica fins a 1876, quan els ciutadans de Carlisle van reclamar una dona enterrada com a l'heroïna literal de Monmouth. Els registres militars indiquen que un William Hays va ingressar a l'exèrcit el 1776 i va morir al voltant de 1789. La seva esposa Mary es va tornar a casar i finalment va sol·licitar una pensió com a vídua de soldat. En lloc d'això, el 21 de febrer de 1822, Pennsilvània li va atorgar una beca anual de 40 dòlars pels serveis prestats, uns serveis sense especificar, malgrat que se li suggereix un paper directe en la revolució. Diversos monuments propers al lloc de la Batalla de Monmouth i en la tomba de Mary Hays reconeixen la contribució de Molly Pitcher a la independència americana.